# Chung-č’
Císař Chung-č’ (čínsky pchin-jinem Hóngzhì, znaky 弘治; 30. července 1470 – 8. června 1505), vlastním jménem Ču Jou-tchang (čínsky pchin-jinem Zhū Yòutáng, znaky 朱祐樘) z dynastie Ming vládl v letech 1487–1505 mingské Číně. Nastoupil po svém otci, císaři Čcheng-chua. Chung-č’ byl moudrým a mírumilovným vládcem. Po převzetí vlády s novým rokem vyhlásil éru „Velké vlády“, Chung-č’. Název éry je používán i jako jméno císaře.
Ču Jou-tchang se narodil v době, kdy oblíbenkyně jeho otce, císaře Čcheng-chua, paní Wan a její věrní odstraňovali každé císařovo dítě. Pouze se štěstím byl malý císařský syn ukryt bývalou císařovnou a unikl tak smrti. S otcem se setkal až v pěti letech, kdy byl jmenován korunním princem. Byl výjimečně nadané dítě a vynikal při studiu; dostalo se mu nejlepšího konfuciánského vzdělání.
Po nástupu na trůn v roce 1487 byla jeho administrativa vedena v duchu konfuciánské ideologie a on sám se stal pilným a pracovitým císařem. Bedlivě dohlížel na všechny státní záležitosti, snížil daně a vládní výdaje, na ministerské posty vybíral schopné úředníky. Velcí sekretáři a ministři pracovali ruku v ruce s císařem v atmosféře harmonické spolupráce, která se jinak ve středně mingském období vyskytovala jen vzácně. Navíc císař povzbuzoval své ministry, aby se ke všem otázkám stavěli přímo a nebáli se kritizovat i jeho rozhodnutí. Moc eunuchů byla omezena a vymizely palácové intriky převládající v předchozích vládách. To vytvořilo transparentnější vládu a vlilo novou energii do chodu úřadů.
Z příkazu císaře byl doplněn a aktualizován Mingský zákoník. Úspěšně se rozvíjela ekonomika říše. Nedostatek měny se vláda pokusila řešit obnovením výroby mincí zrušené ve 30. letech 15. století. Po sérii povodní byla zregulována Žlutá řeka, rostl zahraniční obchod s jihovýchodní Asií. Zahraniční politika císaře Chung-č’ byla klidná, jedinou větší vojenskou kampaní jeho vlády se stala výprava do Chami roku 1495, mingská vojska též potlačila několik menších povstání. Ve výsledku se lidu pod jeho vládou opět dařilo. Chung-č’ může být i ve srovnání s jeho slavnými předchůdci – císaři Chung-wu a Jung-le hodnocen jako jeden z nejlepších panovníků dynastie Ming.

## Dětství a mládí, nástup na trůn
Chung-č’ se narodil 30. července 1470, jeho vlastní jméno bylo Ču Jou-tchang, Chung-č’ bylo jméno jeho panovnické éry a pod tímto jménem je znám. Byl třetím, a nejstarším přeživším, synem Čcheng-chuy, osmého císaře čínské říše Ming. Jeho matkou byla dívka příjmením Ťi (紀), zřejmě jedna z jaoských žen zajatých při potlačení povstání v jihočínské provincii Kuang-si a koupených do paláce. Po matce zdědil jižní vzhled: malou postavu a tmavší pleť; měl zplihlý knír, řídkou bradku a inteligentní, jasné oči. Nebyl fyzicky silný a v pozdějších letech často marodil.
Paní Ťi se roku 1469 sblížila s císařem, ale po otěhotnění žila skrytě v komnatách bývalé císařovny Wu kvůli nebezpečí od císařovy oblíbenkyně paní Wan. Paní Wan totiž nemilosrdně odstraňovala možné soupeřky o císařovu přízeň. Císař se o existenci chlapce dozvěděl, až když byl Ču Jou-tchang pětiletý, v červnu 1475. Nadšeně syna uznal, ale o měsíc později paní Ťi za podezřelých okolností zemřela. Poté na chlapcovu bezpečnost dohlížela jeho babička, císařovna vdova Čou. Matčina smrt musela být pro Ču Jou-tchanga velkým otřesem, neboť matku hluboce ctil a vzpomínal na ni i v dospělosti.
Dne 5. prosince 1475 byl Ču Jou-tchang jmenován následníkem trůnu. Starý vzdělaný eunuch Tan Ťi (覃吉) ho začal učit číst (Čtyři knihy) a v březnu 1478 začala výuka mladého prince v konfuciánské filozofii i formálně. Speciálně kvůli jeho vzdělání byla roku 1481 napsána kniha o příkladných následnících. Konfuciánství mu jeho učitelé dokázali vštípit více, než jiným císařům, a jeho pouček se i v dospělosti věrně držel.
Paní Wan se začala obávat, co se s ní stane po Čcheng-chuově smrti a nástupu Ču Jou-tchanga, a začala proti následníkovi intrikovat: její spojenec eunuch Liang Fang navrhl jmenování nového dědice s tím, že Ču Jou-tchang je neinteligentní a vůbec podřadný. Na obranu prince se naopak postavil eunuch Chuaj En argumentující dědickým právem nejstaršího syna a stabilitou dynastie. Byl za to přeložen do Feng-jangu, formálně „Středního hlavního města“. Vzápětí však bylo dvoru ohlášeno zemětřesení na posvátné hoře Tchaj. Hora byla v tehdejších představách spjatá s korunním princem. Úředníci podporující Ču Jou-tchanga zemětřesení interpretovali jako výstrahu Nebes nespokojených s otevřením otázky nástupnictví a císař Čcheng-chua se kvůli obavám z nepřízně Nebes ke změně korunního prince neodhodlal.
V únoru 1487 se Ču Jou-tchang oženil. Jeho manželkou se stala paní Čang pocházející ze Sing-ťi (興濟), města na Velkém kanálu necelých 200 km jižně od Pekingu (dnes okres Čching v prefektuře Cchang-čou). Manželce byl velmi oddaný a byl patrně monogamní, jako jediný císař čínské historie. S císařovnou měl dva syny a tři dcery.
Císař Čcheng-chua 1. září 1487 onemocněl, o tři dny později pověřil Ču Jou-tchanga dohledem nad jednáním velkých sekretářů a 9. září zemřel. Dne 17. září 1487 Ču Jou-tchang nastoupil na trůn a s platností od nového roku vyhlásil éru Chung-č’, „Velkého řádu“ či „Velké/velkorysé vlády“, a pod tímto jménem je znám.
Vzápětí po převzetí vlády jmenoval manželku císařovnou a matku císařovnou vdovou Siao-mu. Přikázal v provincii Kuang-si pátrat po příbuzných své matky. Dva nalezené bratrance jmenoval důstojníky císařské gardy. Dotyční se však později dostali do sporu s dalším údajným bratrancem, a nakonec byli všichni tři odhaleni jako podvodníci. Císař alespoň postavil v Kuang-si chrám na počest neznámých předků své matky a v Zakázaném městě svatyni k uctění vzpomínky na ni.

## Vztahy vpaláci

### Manželka a její příbuzní

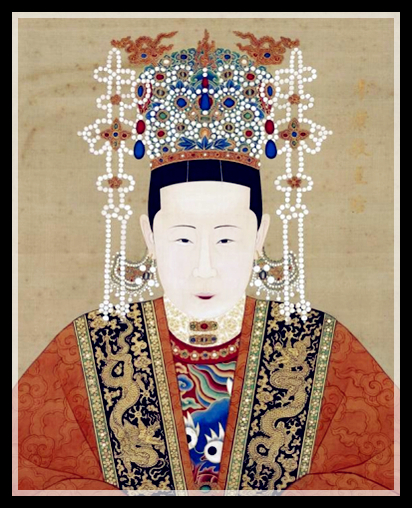
Císařovna Čang, Chung-č’ova jediná manželka

Chung-č’ byl manželce bezvýhradně oddán. Císařovna byla pošetilá žena, myslící jen na příbuzné (především bratry), uspokojení své touhy po luxusním životě a důvěřující taoistickým a buddhistickým mnichům. Pod jejím vlivem dvůr tonul v luxusu a rozkoši neviděné za předešlých panovníků.
Po narození syna v říjnu 1491 císař mezi své oblíbence pojal i císařovnina otce, oba její bratry – Čang Che-linga a Čang Jen-linga – a všechny další příbuzné své ženy. Otec císařovny se už roku 1490 stal hrabětem z Šou-ning. Na jaře 1492 Chung-č’ jmenoval svého malého syna korunním princem, což posílilo a zabezpečilo postavení rodiny Čang. Krátce poté otec císařovny bezprecedentně zažádal o povýšení na markýze a přes opozici mnoha úředníků titul dostal; téhož roku zemřel (a posmrtně byl povýšen na vévodu z Čchang-kuo). Titul markýze zdědil jeho starší syn, mladší se stal hrabětem a pak markýzem z Ťien-čchang. Oba bratři dostali mnohé dary – pozemky, správcovství císařských skladů v Pekingu, licence k obchodu se solí. I široké příbuzenstvo Čangů se těšilo z titulů, úřadů, pozemků a příležitostí ke korupci jako žádní z příbuzných jiných mingských císařoven.
Úředníci si opakovaně a pravidelně stěžovali na chování císařovniných příbuzných, zejména jejích bratrů. Vinili je z korupce, defraudací a v jejich domovském okresu jižně od Pekingu i ze zabírání pozemků svých sousedů. Bratři Čangové však byli císařovnou a její matkou vždy bráněni. Podporovala je i ta část eunuchů a úředníků, která si budovala kariéru na spojení s rodinou Čangů. Pod jejich vlivem císař celou rodinu chránil před jakýmkoliv postihem, třebaže kritiky vesměs netrestal (konfuciánské etice by se protivilo trestat úředníky za čestné a přímé upozornění na chyby).
S manželkou měl společnou víru v taoismus, což úředníci nesli nelibě, zejména, když taoistickým mnichům uděloval vysoké hodnosti. Koncem vlády Chung-č’a se začaly objevovat, byť ne v takovém rozsahu, negativní jevy známé z éry Čcheng-chua: zřizování císařských statků, přímá jmenování obcházející ministerstvo státní správy, protekce při obchodování se solí a úplatkářství, což zkalilo dojem ze svědomitého a tvrdě pracujícího, byť neefektivního, císaře.

### Eunuchové
Po nástupu na trůn Chung-č’ degradoval a poslal do exilu eunuchy zkorumpované a neoblíbené pro své excesy jako např. Liang Fanga. Do čela ředitelství obřadů (a tedy neformálně do čela eunuchů císařského paláce) jmenoval schopné a důvěryhodné kandidáty, například z výslužby povolaného Chuaj Ena. Úředníci však eunuchy přesto kritizovali, stejně jako nesouhlasili s přízní prokazovanou ze strany císaře a jeho rodiny buddhistům a taoistům. S povděkem úřednictvo a obyvatelstvo metropole přijalo omezení pravomocí útvarů eunušské tajné policie – Západního a Východního křídla – na vyšetřování. Do jejich čela císař jmenoval čestné muže; stejně postupoval i s císařskou gardou.
Za vlády Chung-č’a vznikly pouze dvě politicky významné kauzy spojené s eunuchy. A sice roku 1489 se Ťiang Cung, který řadu let patřil mezi trojici hodnostářů spravujících Nanking, dostal do sporu s cenzory o legalitu jistých příjmů (patrně použitých na úhradu císařových výdajů). On naopak cenzorům vytýkal neschopnost odhalit jiná porušení zákona. Císař rozhodl v jeho prospěch (roku 1490), ale úředníci na Ťiang Cunga dál útočili, dokud roku 1494 nedosáhli jeho sesazení kvůli narušení geomantické konfigurace Nankingu jeho stavbami. Druhá kauza byl případ Li Kuanga, kterého císař pověřil získáváním finančních prostředků pomocí prodeje solných licencí a plateb za povyšování a jmenování úředníků. Úředníci ho z různých přehmatů neúspěšně vinili léta, dokud nebyl 28. října 1498 dohnán k sebevraždě po obvinění, že jím postavený pavilón v císařských zahradách byl z hlediska principů feng-šuej umístěn na nevhodném místě, což mělo zapříčinit sérii neštěstí, včetně smrti císařovy nejstarší dcery (1. října) a požáru jednoho z paláců Zakázaného města (26. října).

## Vnitřní politika

### Redukce byrokracie po nástupu, složení vlády
| O redukci byrokracie počátkem vlády císaře vypovídá epizoda zaznamenaná Korejcem Čchö Puem. Čchö Pu na jaře roku 1488 vedl skupinu korejských námořníků, která ztroskotala na pobřeží Fu-ťienu a na náklady mingských úřadů se vracela do vlasti. Při cestě Velkým kanálem na sever pozoroval nepřetržitý proud úředních lodí v protisměru. Dostalo se mu vysvětlení, že nový císař redukuje stavy úředníků v hlavním městě a jako projev přízně umožňuje propuštěným pohodlně cestovat domů na státní náklady. |
| |

Císař zpočátku vlády omezil zbytné výdaje a zrušil některé eunuchy řízené agentury. Velmi dbal na kvalitu úřednictva a více než jiní mingští císaři (kromě mimořádně přísného zakladatele říše Chung-wua) neváhal se sesazováním neschopných a zkorumpovaných jedinců. Velkou čistku provedl vzápětí po nástupu, když zbavil dvůr mnoha příživníků, kteří si hodnosti a místa vysloužili ne schopnostmi, ale koupí. Týkalo se to dvou tisíc nadpočetných úředníků a téměř tisíce taoistů, buddhistů a lámů, které všechny odeslal domů. Nejzkompromitovanější buddhistické a taoistické mnichy nechal uvěznit nebo popravit. Úřadů byli zbaveni i příbuzní paní Wan; prvního velkého sekretáře Wan Ana, stojícího v čele vlády, s ostudou poslal do výslužby.
Náhradou povolal předtím penzionované schopné a přímé muže. V prvé řadě eunucha Chuaj Ena a úředníka Wang Šua (jmenovaného ministrem státní správy), podle jejichž rad vybíral ostatní. Předními ministry Chung-č’ovy vlády byli Ma Wen-šeng, který postupně řídil kontrolní úřad, ministerstvo vojenství a ministerstvo státní správy a Liou Ta-sia, ministr vojenství v posledních pěti letech vlády Chung-č’a, který byl císařem často povoláván ke konzultacím, neobvykle pro mingský správní systém.
Jako skupinu císař často konzultoval velké sekretáře. Ze tří sekretářů předešlé éry měli dva odpornou reputaci a byli odvoláni (Wan An a Jin Č’), zůstal jen Liou Ťi, na kterého i tak útočili někteří cenzoři. Nově jmenovaní sekretáři, Liou Ťien, Sü Pchu, i o několik let později vybraní Čchiou Ťün, Li Tung-jang a Sie Čchien byli čestní muži a soulad u dvora byl výjimečný.

### Styl vládnutí

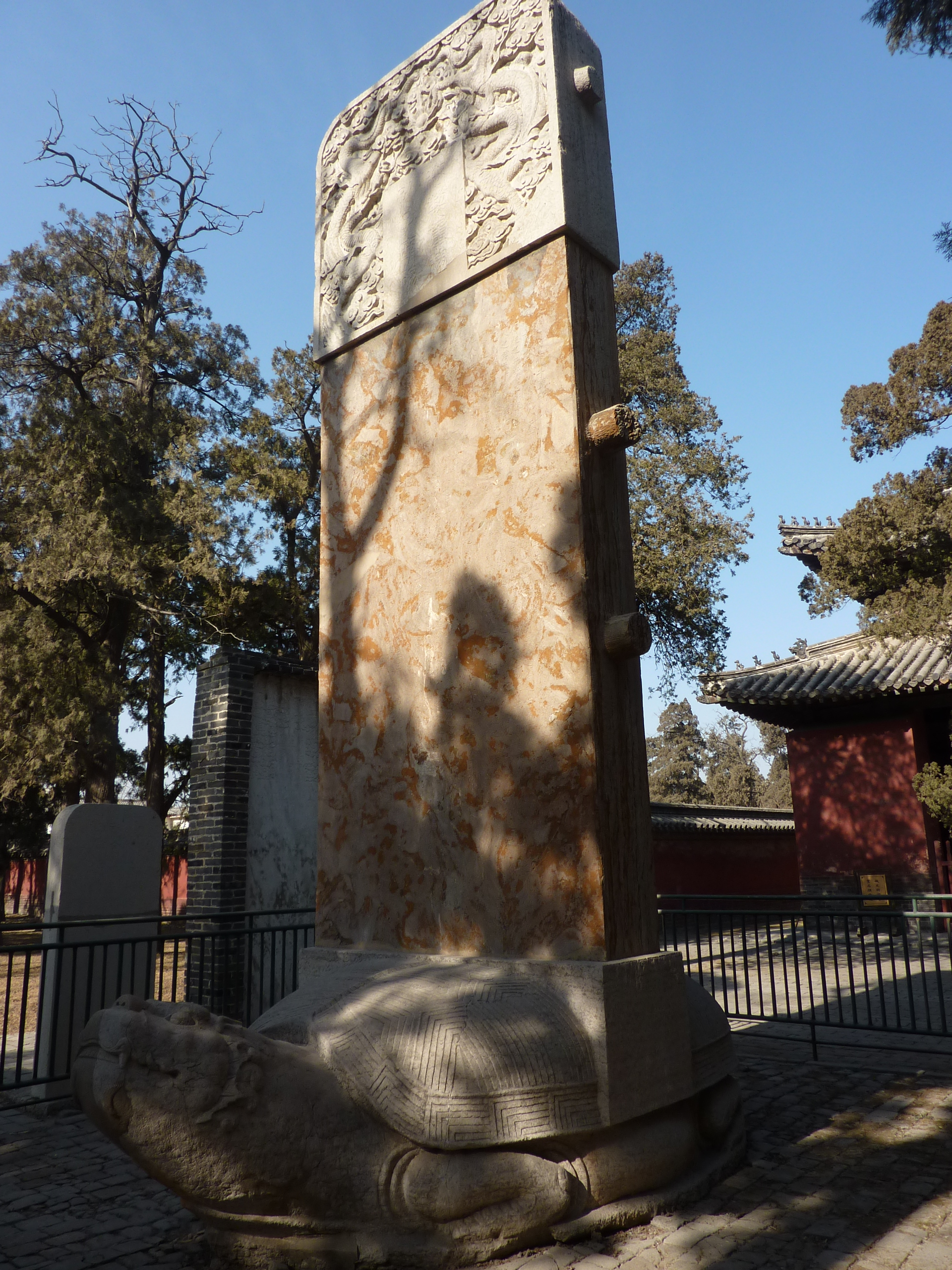
Stéla s Chung-č’ovým nápisem z roku 1504, nápis se týká oprav Konfuciova chrámu. Areál Konfuciova chrámu v Čchü-fu, 2011

Chung-č’ přijal konfuciánské učení za své tak upřímně, jako žádný mingský císař a snad žádný z čínských císařů. Plnil všechny povinnosti panovníka, rituální i politické. Snažil se žít a vládnout dle konfuciánských ideálů, naslouchat ministrům i starat se o blaho lidu. Přestože se svědomitě věnoval vládnutí a snažil se řešit problémy říše, neměl velké plány ani vize.
Císař Čcheng-chua se od roku 1469 nesetkával se svými ministry, Chung-č’ změnil tento postoj a od roku 1497 se navrátil k pravidelným audiencím. V jeho vládě převažovali civilní úředníci, kteří zastínili eunuchy a vedli i vojenské kampaně. Vůči úředníkům nikdy nepoužíval kruté tresty. Jeho vládu, zvláště první roky, popisovali někteří konfuciánští historikové jako srovnatelnou se zlatým věkem vlády moudrých vládců starověku. Snažil se ozdravit a zefektivnit chod státní správy, aktivně vládl, předsedal každodenní ranní audienci, základní povinnosti císaře. I když své povinnosti kvůli nepevnému zdraví často plnil jen s přemáháním a obtížemi.
Na mínění velkých sekretářů dbal prakticky vždy, přičemž podle svého rozhodoval jen nevelký počet záležitostí osobního významu a na své nezávislosti v osobních věcech tvrdohlavě lpěl. V pozdějších letech, pod vlivem císařovny a její rodiny, okruh samostatně rozhodovaných otázek poněkud rozšířil. Týkalo se to podpory některých buddhistů a taoistů, povyšování a obdarovávaní několika málo osob. Politický vliv velkého sekretariátu, ani vysokou morálku vlády, tím nijak neoslabil.
V éře Chung-č’ byly zkompilována dvě významná díla, Ta Ming chuej-tien a Wen-sing tchiao-li (問刑條例) s 297 články jako doplnění Mingského zákoníku. Dokončena byla v březnu 1500. Editoři prvého byli kritizováni za nezahrnutí funkci úřadů eunuchů a regulací jejich práv, což dělalo nemožným bránit jejich ilegálním aktivitám. Kompilace byly výsledkem mnohaletého úsilí úředníků nespokojených se stavem právního systému; jejím cílem bylo „mírné zpřísnění sítě práva“.
Chung-č’ova oddanost konfuciánství byla bezprecedentní a neobvyklá, i jako císař ho vážně studoval a organizoval debaty o politických problémech ve světle klasických precedentů. Nezanedbával ani uměleckou stránku vzdělání, byl celkem dovedný malíř a kaligraf. Úředníci věrní konfuciánské ideologii kvůli jeho přístupu přehlíželi a omlouvali jeho chyby.

## Společnost

### Hospodářství, kultura

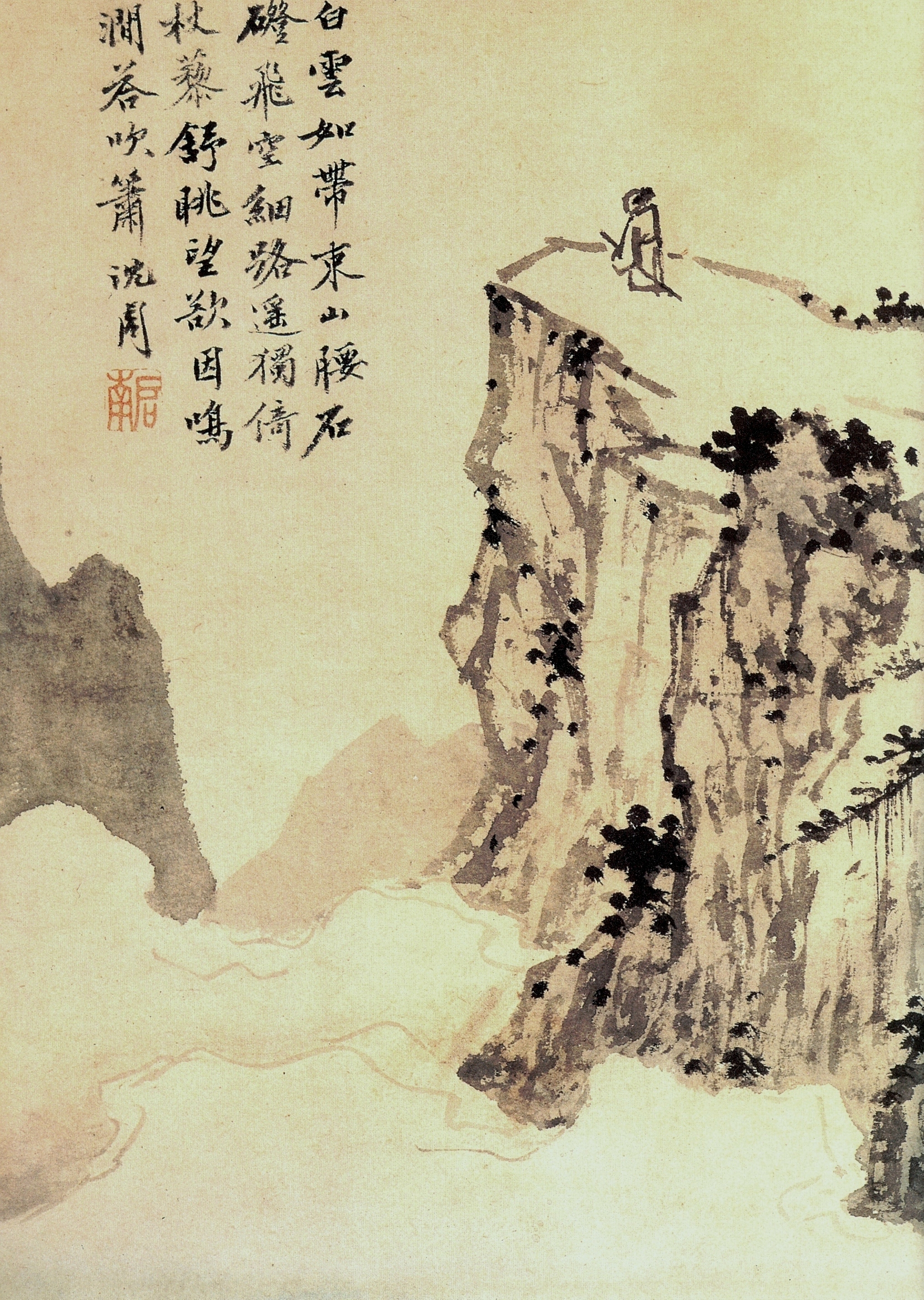
Detail obrazu Básník na vrcholu hory, Šen Čou (1427–1509), tuš na papíře. The Nelson-Atkins Museum of Art, Kansas City, Missouri

V éře Chung-č’ postihlo Čínu dosti přírodních kalamit, zejména od konce 90. let 15. století. V 80. letech panovalo v říši sucho, ke kterému se začátkem 90. let přidružily povodně v severní Číně, zvláště velké roku 1492. Císař kvůli nim odpustil daně ve výši 3,5 milionu litrů pšenice. Ničivé byly zejména povodně na Žluté řece trvající od konce 80. let a obracející v trosky přehrady v Šan-tungu, kde řeka protínala Velký kanál. Roku 1493 byl nakonec řešením problému pověřen zkušený expert Liou Ta-sia: ten najal místní odborníky a nechal zregulovat řeku zpětně až od Kchaj-fengu, přičemž hlavní tok nasměroval na jihovýchod k Sü-čou v severním Ťiang-su a pak korytem řeky Chuaj, čímž zabránil povodním v Šan-tungu. Do práce zapojil 120 tisíc mužů, trvala dva roky. Úspěch Liouovi přinesl zápis do historie a přízeň císaře: byl povyšován, až dosáhl na místo ministra vojenství (1501–1506). V posledních letech vlády Chung-č’a byl jeho důvěrníkem.
Přes zmíněná sucha, povodně a neúrody ekonomika za Chung-č’a prosperovala. Koncentrace půdy v rukou vlivných, počínající v polovině 15. století, nabyla za jeho vlády na síle, zvláště v obou metropolitních územích. Tributární styky s jihovýchodní Asií císař omezil na minimum, zato soukromý zahraniční obchod s jihovýchodní Asií kvetl, protože za nezájmu vlády nebyl místními úřady jeho zákaz vynucován.
Bohaté rodiny v Su-čou začaly soutěžit s nobilitou v nákupu uměleckých předmětů. Kvetla malířská škola Wu (Šen Čou, Wen Čeng-ming, Tchang Jin, Čchiou Jing). Velký sekretář Li Tung-jang byl arbitrem v záležitostech malířství, kaligrafie a poezie. Císař sám si oblíbil práce Šen Tua a finančně podporoval dvorské malíře, například Lü Ťiho.

### Obchod sčajem
Kvůli srážkám s Turfánci o Chami potřebovala armáda koně. Císař proto přijal návrh na obnovení státní výměny čaje za koně, která měla nahradit kvetoucí ilegální soukromý prodej čaje tibetským a mongolským kmenům na severovýchodě. Podle plánu měli licencovaní obchodníci dopravovat čaj ze S’-čchuanu do kansuských pohraničních měst, přičemž 40 % čaje (400 tisíc ťinů, cca 240 tun) odevzdali úřadům a zbytek mohli prodat na vlastní účet. Vláda chtěla takto získaný čaj vyměnit za 4 tisíce koní, ale obchodníci ji odváděli podřadný čaj a kvalitní si nechávali, úředníci proto od Tibeťanů za něj dostávali jen podřadné koně.
Po hladomoru v Šen-si roku 1494 císař nabídl 2 miliony ťinů (cca 1200 tun) čaje ze státních rezerv obchodníkům výměnou za dodávky rýže do postižených regionů. V příštích letech zastavil výměnu čaje za koně a nabídl obchodníkům dokonce 4 miliony ťinů čaje. Roku 1501 pak přikázal prodat 4–5 milionů ťinů čaje za stříbro, které úřady použily k nákupu obilí pro Šen-si; to však bránilo výměně čaje za koně, proto císař naopak roku 1502 zakázal výměnu čaje za obilí. Ovšem efektivně dostat kvalitní čaj na hranice, aby ho mohla vyměnit za kvalitní koně, vláda nedokázala, a nebyla proto schopna zabránit obchodníkům ve vývozu čaje za hranice nezávisle na státu.

### Peníze
Od uzavření mincoven ve 30. letech 15. století se postupem doby prohluboval nedostatek mincí, měďáků. S nástupem 16. století soukromě vyráběné mince nahradily státní – raně mingské i zbývající tchangské a sungské.
Od konce 15. století měděné mince kolovaly především na severu, na jihu je už nahradilo stříbro. Výnos z roku 1481 zmiňuje, že mince jsou užívány pouze v Pej a Nan č’-li, Che-nanu a Šan-tungu, jinými slovy podél Velkého kanálu. Podle zápisu z roku 1503 byly mince používány ve stejných oblastech, a nepoužívaly se ve Fu-ťienu, Kuang-tungu (v obou ve skutečnosti ano, byť v době zápisu ustupovaly; užívány byly mince soukromé, a vysoce ceněné sungské), Jün-nanu a Kuej-čou a vnitrozemských regionech. V Ťiang-si a Chu-kuangu jako měnu užívali rýži, obilí, stříbro a látky; na zaostalejším severozápadě (v Šen-si a Šan-si) kůže a na jihozápadě (Jün-nanu) ulity zavinutce.
Mingské soukromé mince obchodníci vyváželi i do zahraničí. Paradoxně, zde byly přijímány jako platidlo i oficiálně, zatímco v Číně je vláda zatvrzele odmítala uznat. Když začátkem 16. století mingská vláda zjistila, že řádné státní mince zmizely z trhu, obnovila roku 1503 provoz mincoven. Smyslem opatření bylo zejména vytlačení soukromé mince z Ťiang-nanu, kde byla zvláště rozšířená. Vláda se snažila podpořit vlastní mince výnosem, který snížil na polovinu hodnotu mincí předešlých dynastií a opakováním zákazu používání soukromých mincí. Přesto, a přes významnou výši výroby, však státní mince nezískaly převahu na trhu. Problematické bylo i samo technické zajištění výroby měďáků – jejich odlévání bylo drahé a úředníci neměli k dispozici kvalifikované odborníky, dokonce se proto snažili využít zadržených padělatelů.

## Vojenství a zahraniční politika

### Reformy armády
Chung-č’ byl patrně prvním mingským císařem, který netoužil po vojenské slávě a vyrovnání se činům svých předchůdců. Sám se považoval za konfuciánského vládce, který by měl získávat převahu nad okolními národy silou ctnosti a ne zbraní, proto se zpravidla zdržoval agresivních akcí. Jediné významné vojenské kampaně jeho vlády byly výprava do Chami roku 1495 a potlačení několika menších povstání. Pouze jednou začal uvažovat o expedici na severní hranici, ale ministři a sekretáři mu ji vymluvili.
Zatímco koncem vlády Čcheng-chuy kontrolovali pekingskou posádku, včetně dvanácti výcvikových divizí, eunuchové, Chung-č’ roku 1487 předal velení nad ní civilním úředníkům a celkové velení Ma Wen-šengovi, úředníkovi, který měl nemalé zkušenosti z velení vojskům na severní hranici.
Namísto dědičných vojáků systému wej-suo byla armáda ve zvýšené míře doplňována žoldnéři sloužícími za plat. Na hranicích se jim říkalo „místní vojáci“ (tchu-ping), ve vnitrozemí „věrní z lidu“ (min-čuang). Roku 1494 císař upravil pravidla jejich náboru, neformálně fungující od roku 1449, a roku 1502 bylo 300 tisíc vojáků min-čuang začleněno do oddílů wej-suo, aby je posílili. Už roku 1464 byl zaveden výběr důstojníků ve speciálních zkouškách, více rozšířených v 70. letech 15. století. Císař, nespokojený s tím, že zkoušky neodhalily důstojníky vynikajících talentů, vyzval roku 1496 místní úředníky k nalezení takových mužů. Výsledky výzva neměla.

### Neklid na jihozápadě a jihu
Za vlády Chung-č’a trval neklid na jihozápadě říše Ming. Největším z nepokojů konce 15. století byla vzpoura jisté Mi-lu z kmene Lolo na pomezí Kuej-čou a Jün-nanu v letech 1499–1502. K jejímu potlačení bylo nutno zmobilizovat vojska ze čtyř provincií a ještě 80 tisíc příslušníků místních kmenů.
| V debatách o nejlepším přístupu k nečínským kmenům úředníci z dotčených regionů často hájili politiku nepřímé vlády prostřednictvím udělování čínských titulů a hodností domácím náčelníkům (takzvaným domorodým úředníkům), namísto zavádění ryze čínské úřednické správy. |
| |

Vážné bylo i povstání Liů na Chaj-nanu v letech 1500–1503. Přehmaty čínských úředníků vyvolaly vzpoury pod vedením kmenových vůdců, kdy rebelové z vnitrozemských hor útočili na Číňany žijící v pobřežních nížinách. Ve vládní debatě o nejvhodnější reakci na rebelii Feng Jü, tajemník na ministerstvu daní původem z Chaj-nanu, navrhl předání místní správy do rukou dědičných liských náčelníků, namísto čínských úřadů, jak to fungovalo do éry Čcheng-chua. Návrh byl schválen, existující vzpoura však byla poražena vojensky za velkých ztrát čínských a mongolských vojáků.

### Střední Asie
Po předešlé vládě zdědili Chung-č’ovi ministři nepřátelství se sultánem Turfanu, který k jejich nelibosti dobyl Chami, důležité město na Hedvábné cestě západně od Číny. Roku 1489 mingská diplomacie začala organizovat protiturfanské akce, a roku 1495 Mingové zasáhli i vojensky. Čínsko-mongolská armáda dobyla Chami a dosadila na trůn ujgurského knížete. Ale Turfánci město dobyli zpátky ještě před koncem téhož roku. Mingská vláda reagovala úplným zastavením obchodu po Hedvábné stezce. Embargo přinutilo Turfánce k povolnosti a roku 1499 mohl být ujgurský kníže opět dosazen do Chami. Úspěch byl pravděpodobně dosažen pod vlivem zkušeného ministra vojenství Ma Wen-šenga, v mládí sloužícího na severozápadě a rozumějícího poměrům za čínskou zdí více než jiní pekingští státníci. Nicméně ujgurský kníže si svou neschopností znepřátelil poddané a situace nadále zůstala nestabilní.
Mingská vláda zasahovala do záležitostí Chami i v prvním desetiletí 16. století, její pozice však postupně slábla.

## Smrt, hodnocení vlády
Chung-č’ onemocněl 1. června 1505, a po několika dnech, 8. června, zemřel. Dostal chrámové jméno Siao-cung „Oddaný, věrný předek“, míněna byla jeho oddanost konfuciánským ctnostem, a posmrtné jméno Ťing-ti (敬帝, „Ctihodný císař“; Ťing-ti je zkrácené posmrtné jméno, plné má 19 znaků a neužívá se). Pohřben je v mauzoleu Tchaj-ling v areálu císařských hrobek dynastie Ming u Pekingu.
Jeho třináctiletý syn Čeng-te nastoupil na trůn 19. června 1505. Otec ho velmi miloval a jmenoval následníkem už roku 1492, syn však byl velmi odlišný a v řadě otázek zaujal právě opačný postoj. Právě ve srovnání se synem, který odmítal konfuciánské hodnoty, vzpomínali čínští vzdělanci na Chung-č’a jako na ideálního vládce.
Oficiální Dějiny Mingů ho zařadily mezi chvályhodné panovníky, když ze šestnácti mingských císařů kromě Chung-wua a Jung-lea toliko Chung-siho, Süan-cunga a Chung-č’ho označily za hodné uznání. Za jeho vlády byla posílena pohraniční obrana, zlepšena správa daní a ve vládě nastolena atmosféra otevřenosti a spolupráce.
Vláda Chung-č’a je tradičně považována za období harmonických vztahů mezi císařem a vládou. Konfuciáni ho popisovali jako vzor panovníka a zakrývali jeho nedostatky, v prvé řadě oddanost císařovně a jejím nehodným příbuzným. Císař dal na rady úředníků, čímž se výrazně zlepšily vztahy s nimi. Nicméně nebyly provedeny žádné změny ve struktuře vrcholných úřadů, a tak byl za následujících císařů, Čeng-teho a Ťia-ťinga, možný rychlý obrat ke zneužívání moci eunuchy.

## Císařovna, potomci, nástupnictví
V kontrastu k bezmála všem předchůdcům, kteří měli mnoho vedlejších manželek a konkubín a zplodili mnoho dětí, Chung-č’ měl pouze jednu manželku, císařovnu Čang. Jeho císařovna měla dva syny, druhý zemřel v raném věku, prvnímu věnoval mnoho lásky, která mu samotnému v dětství chyběla. Chlapec však patrně rebeloval proti císařově výuce v srdci, jestli ne otevřeně. Podle oficiálních Dějin Mingů Chung-č’ na smrtelné posteli sezval hodnostáře a pověřil je péčí o syna, tehdy pouze třináctiletého, s tím že je inteligentní, ale příliš inklinující k zábavám a radovánkám.
| Příjmení (titul) matky              | #  | Jméno                | Narození – úmrtí                                             | Posmrtné jméno | Titul              | Udělení titulu |
| ----------------------------------- | -- | -------------------- | ------------------------------------------------------------ | -------------- | ------------------ | -------------- |
| ∞ Čang (císařovna Siao-čcheng-ťing) | 1. | Ču Chou-čao (朱厚照) | 1491–1521                                                    | I-ti           | korunní princ      | 1492           |
| ∞ Čang (císařovna Siao-čcheng-ťing) | 1. | Ču Chou-čao (朱厚照) | Po smrti císaře Chung-č’ roku 1505 vládl jako císař Čeng-te. |                |                    |                |
| ∞ Čang (císařovna Siao-čcheng-ťing) | 2. | Ču Chou-wej (朱厚煒) | 1495–1496                                                    | Tao (悼)       | kníže z Wej (蔚王) |                |

| Příjmení (titul) matky              | #  | Titul                             | Narození – úmrtí | Poznámka                                      |
| ----------------------------------- | -- | --------------------------------- | ---------------- | --------------------------------------------- |
| ∞ Čang (císařovna Siao-čcheng-ťing) | 1. | princezna Tchaj-kchang (太康公主) | 1497–1498        | příjmení a osobní jméno Ču Siou-žung (朱秀榮) |
| ∞ Čang (císařovna Siao-čcheng-ťing) | 2. | princezna Jung-fu (永福公主)      |                  |                                               |
| ∞ Čang (císařovna Siao-čcheng-ťing) | 3. | princezna Jung-čchun (永淳公主)   |                  | manžel: generál Sie Čao (謝詔) (1527)         |